# Rue Neuve-des-Boulets
La rue Neuve-des-Boulets est une voie du 11e arrondissement de Paris, en France.

## Situation et accès
La rue Neuve-des-Boulets est une voie publique située dans le 11e arrondissement de Paris. Elle débute au 12, rue Léon-Frot et se termine au 1, rue de Nice.

## Origine du nom
Elle doit son nom à sa proximité de la rue des Boulets.

## Historique
La voie est ouverte en 1826, sous sa dénomination actuelle.

## Bâtiments remarquables et lieux de mémoire
- Jardin Émile-Gallé